# The Art of Live
The Art of Live è un album dal vivo del gruppo musicale statunitense Queensrÿche, pubblicato nel 2004.
Il disco è uscito anche nel formato DVD.

## Tracce
CD
1. Tribe
2. Sign of the Times
3. Open
4. Losing Myself
5. Desert Dance
6. The Great Divide
7. Rhythm of Hope
8. My Global Mind
9. Roads to Madness
10. Della Brown
11. Anybody Listening?
12. Breaking the Silence
13. The Needle Lies
14. Best I Can

DVD
1. Tribe
2. Sign of the Times
3. Open
4. Losing Myself
5. Desert Dance
6. The Great Divide
7. Rhythm of Hope
8. My Global Mind
9. Roads to Madness
10. Della Brown
11. Breaking the Silence
12. The Needle Lies
13. Best I Can
14. Comfortably Numb – originariamente interpretata dai Pink Floyd
15. Won't Get Fooled Again – originariamente interpretata dai The Who

## Formazione
Gruppo
- Geoff Tate - voce
- Michael Wilton - chitarra
- Mike Stone - chitarra
- Eddie Jackson - basso
- Scott Rockenfield - batteria

Altri musicisti
- Dream Theater - gruppo ospite in Won't Get Fooled Again